# Gare de Nendeln
La gare de Nendeln (en allemand Bahnhof Nendeln) est une gare ferroviaire Liechtensteinoise de la ligne de Feldkirch à Buchs, située au village de Nendeln, sur le territoire de la commune d'Eschen dans la Principauté du Liechtenstein.
Mise en service en 1872 par la Compagnie de chemin de fer du Vorarlberg, elle dispose d'un ancien bâtiment voyageurs. C'est une halte voyageurs Österreichische Bundesbahnen (ÖBB) desservie par des trains régionaux.

## Situation ferroviaire
Établie à 450 mètres d'altitude, la gare de Nendeln est située au point kilométrique (PK) 11.470 de la ligne de Feldkirch à Buchs, entre les gares de Schaanwald et de Forst-Hilti.
Gare d'évitement, elle dispose de la voie unique de la ligne, d'une deuxième voie de 700 m pour le croisement des trains, et d'une troisième voie, plus courte pour le chargement de marchandises.

## Histoire
La gare de Nendeln est mise en service le 24 octobre 1872 par la Compagnie de chemin de fer du Vorarlberg, lorsqu'elle ouvre à l'exploitation la ligne de Feldkirch à Buchs.

## Service des voyageurs

### Accueil
Halte voyageurs ÖBB, c'est un point d'arrêt non géré (PANG) à accès libre.

### Desserte
Nendeln est  desservie par des trains régionaux.

### Intermodalité
Les lignes Liemobil 13, 14 et 35 y sont en correspondance.
Le stationnement des véhicules est possible à proximité.

## Service des marchandises
Elle dispose d'une voie spécifique utilisée notamment pour le chargement de grumes provenant des forêts voisines.

## Patrimoine ferroviaire
Elle dispose d'un important ancien bâtiment voyageurs.